# (21074) Rügen
(21074) Rügen – planetoida z pasa głównego asteroid okrążająca Słońce w ciągu 3 lat i 323 dni w średniej odległości 2,47 j.a. Została odkryta 12 września 1991 roku w Karl Schwarzschild Observatory w Tautenburgu przez Freimuta Börngena i Lutza Schmadela. Nazwa planetoidy pochodzi od wyspy Rugia, największej niemieckiej wyspy na Bałtyku. Została zaproponowana przez Freimuta Börngena. Przed nadaniem nazwy planetoida nosiła oznaczenie tymczasowe (21074) 1991 RA4.